# Inoki (rappeur)
Pour les articles homonymes, voir Inoki.
Inoki, de son vrai nom Fabiano Ballarin, né le 2 octobre 1979 à Rome, en Ostie, est un rappeur italien.

## Biographie
Fabiano Ballarin est né à Ostie (Rome). Au début de sa vie, il habite à Imperia. À 13 ans, influencé par son père qui aimait beaucoup Assalti Frontali, il commence à découvrir le rap. En 1995, il déménage à Bologne et commence à se familiariser avec le rap grâce à la scène musicale locale. Outre la musique, il reste frappé par le côté artistique du hip-hop, des graffiti, et se fait surnommer Enok. À Bologne, il connait le breaker et rappeur Gianni Kg et l’écrivain Paniko. Avec eux, il crée la Porzione Massiccia Crew (PMC), collectif de hip-hop bolonais qui rassemble un bon nombre d'artistes. Inoki avait aussi une bonne relation avec Joe Cassano il créa avec lui la Flick Flack Mobb. Peu de temps après il rentre aussi au label Next Level Entertainment du breaker The NextOne.
En 1998 il participe à la chanson Giorno e notte, avec laquelle il peut se faire connaitre au niveau national. La chanson sera incluse dans LP posthume de Joe, Dio Lodato, et dans  Novecinquanta compilation de Fritz The Cat 1999. La même année sort le mixtape Demolizione 1 de la PMC. En 2001 c'est au tour de 5° Dan, LP signé avec le nom de Inokiness. Dans la plupart des chansons est impliqué la PMC. L'album reçoit un bon succès. En 2002 le second mixtape de la PMC Demolizione 2 sort. En 2003, le MC s'occupe de l'organisation de 2 The Beat, un tournoi de freestyle, qui se déroule dans les locaux bolonais Link. La même année il participe à la compilation Street Flava, de Radio Italia Network avec la chanson Vecchio quartiere, et entre dans le groupe Teknomobilsquad.
Le rappeur de Bologne peut se vanter d'un certain nombre de collaborations avec des artistes, y compris internationales. Parmi ses collaborations il y en a une avec le groupe milanais Club Dogo, avec laquelle une mixtape qui s'intitule PMC VS Club Dogo  est publié en 2004. Toujours en 2004 après le succès de 2 the Beat, il participe à une autre émission qu'il crée sur Rai 3, Hip Hop Generation, et dans une série intitulée Ispettore Coliandro.
En 2005 sort Fabiano detto Inoki son deuxième album solo. En 2012, il publie une diss song contre Gué Pequeno du Club Dogo.
Le 17 octobre 2015, au cours d'un concert organisé à Bellinzone, Inoki lève ses mains vers un garçon mineur lui demandant de monter sur scène pour une performance improvisée.

## Discographie

### Albums studio
- 1998 - Demolizione
- 2001 - 5° Dan
- 2002 - Demolizione 2
- 2004 - PMC VS Club Dogo The Official Mixtape
- 2005 - Fabiano detto Inoki
- 2006 - The Newkingzmixtape
- 2007 - Nobiltà di strada
- 2011 - Flusso di coscienza
- 2014 - L'antidoto

### Apparitions
- 1998 - DJ Lugi feat. Inoki, Joe Cassano - 50 MCs (da 50 MCs Pt. II)
- 1999 - Fritz Da Cat feat. Inoki & Joe Cassano - Giorno e notte (da Novecinquanta)
- 1999 - da Joe Cassano - Dio Lodato
- 1999 : Joe Cassano feat. Inoki - Giorno E Notte
- 1999 : Joe Cassano feat. Inoki, Lord Bean - Gli Occhi Della Strada
- 1999 : Joe Cassano feat. DJ Lugi, Devonpepse, A. Cassano, Inoki, Camelz, P - Tributo
- 2000 - Uomini Di Mare feat. Inoki - Entro Il 2000 (da Sindrome di fine millennio)
- 2000 - Inoki feat Zippo - Cammino sul tempo (da Missione Impossibile)
- 2001 - Michel feat. Inoki - Siamo Noi (da Chempions League)
- 2002 - Shezan Il Ragio feat. Inoki, Lama Islam - Bolo - Collabo (da Randagio Sapiens)
- 2004 - Amir et Mr. Phil feat. Inoki - Cosa C'è? (Bonus Track) (da Naturale)
- 2004 - DJ Shocca feat. Inoki, Royal Mehdi - Bolo By Night (da 60 Hz)
- 2004 - Rischio feat. Inoki, Gora - Lo Spettacolo È Finito (da Lo Spettacolo È Finito)
- 2005 - Flaminio Maphia feat. Inoki, Benetti DC, KO - Rapper Do Vai (da Per un pugno di euri)
- 2005 - Marracash feat. Inoki - Il Gioco (da Roccia Music)
- 2005 - Michel feat. Inoki - Cash Dreamin' (da ...Da Lontano)
- 2005 - da Mr. Phil - Kill Phil
- 2005 : Mr. Phil feat. Amir, Inoki, DJ Double S - Cosa C'è? (Kill Phil Remix)
- 2005 : Mr. Phil feat. Inoki, Lord Bean, DJ Gengiz - Live Illegal
- 2006 - Amir  feat. Santo Trafficante, Inoki, Tek Money - Prestigionewkings (da Prestigio Click Bang)
- 2006 - DJ Fede feat. Inoki, A.S.K. - Try One More Time (da Rock The Beatz)
- 2006 - Esa aka El Prez feat. Inoki, Killa Tek - Trappole E Regole (da Tu sei bravo)
- 2006 - Gel et Metal Carter feat. Inoki, Noyz Narcos - Censura (da I più corrotti)
- 2006 - Gué Pequeno et DJ Harsh ft. Inoki - Più Pesante Del Cielo (da Fastlife Mixtape)
- 2007 - DDP ft. Inoki - Fatti Così (da Attitudine)
- 2007 - DJ Skizo feat. Inoki, Tommy Tee - Libero (da Broken Dreams)
- 2007 - Frank Siciliano et DJ Shocca ft. Inoki, Tek Money, Dj Double S - It's The New! (da Struggle Music)
- 2007 - Micrawnauti feat. Inoki - Karateknixxx (da Raw)
- 2008 - da Big Aim & Yaki - Hagakure
- 2008 : Big Aim et Yaky feat. Inoki, Jake La Furia - Per Me Va Bene
- 2008 : Big Aim et Yaky feat. Inoki, New Kingz - Street Disco
- 2008 : Big Aim et Yaky feat. Inoki, New Kingz - Tu Non Sei
- 2008 : DJ Gengiz & Noyz Narcos  ft. Inoki - My Cocktail (da The Best Out Mixtape)
- 2008 : Micromala feat. Inoki e Pass - Malakingz (da Colpo Grosso)
- 2008 - Mr Seyo aka Ony feat. Inoki, Tek Money - Streetkingzfreesta (da Back To The Future)
- 2008 - Santo Trafficante feat. Inoki, Duke Montana - Split Personality (da Ghiaccio - Il Principio)
- 2008 - Duke Montana feat. Inoki, Seppia - Senza Soldi (da Duke Montana Street Mentality)
- 2010 - Real Ava feat. Kleane & Guaio - Bo.Le Connection - Hosted by Inoki
- 2010 - Mic Meskin feat. Inoki - Bolo giants
- 2010 - Mic Meskin feat. Inoki - Vedo
- 2010 - Mic Meskin feat. Inoki - Nuovo Giorno
- 2010 - (wave MC) feat. Inoki - Il bivio
- 2010 - Siamesi Brothers+DJ Skizo feat. Inoki - Io ne voglio da te
- 2010 - Timmy Tiran feat. Inoki - Usa e Getta
- 2011 - Assalti Frontali feat. Inoki e Esa - Banditi Nella Sala
- 2011 - Marciano feat. Inoki Ness - On the rockz
- 2012 - Inoki Ness et Timmy Tiran - Vigile Vigila